# Десантний корабель середній

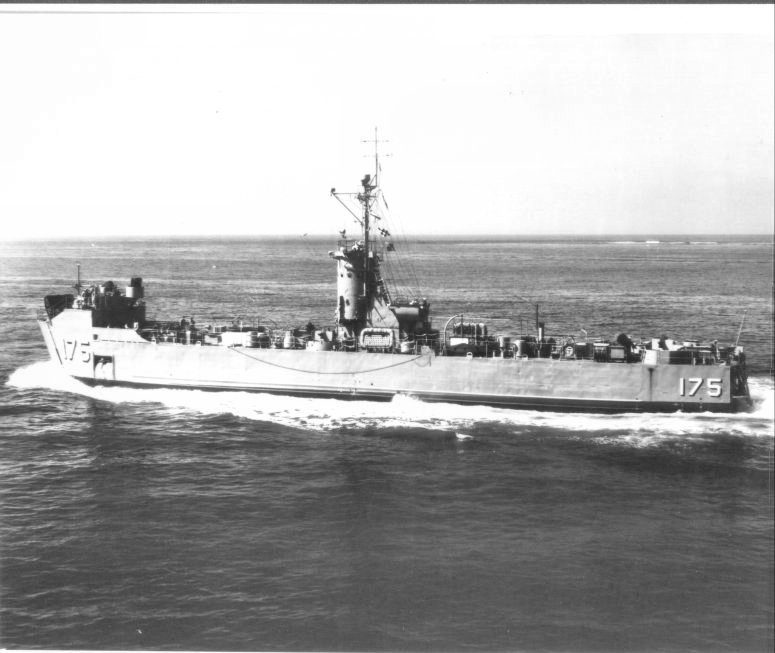
LSM-175 у морі

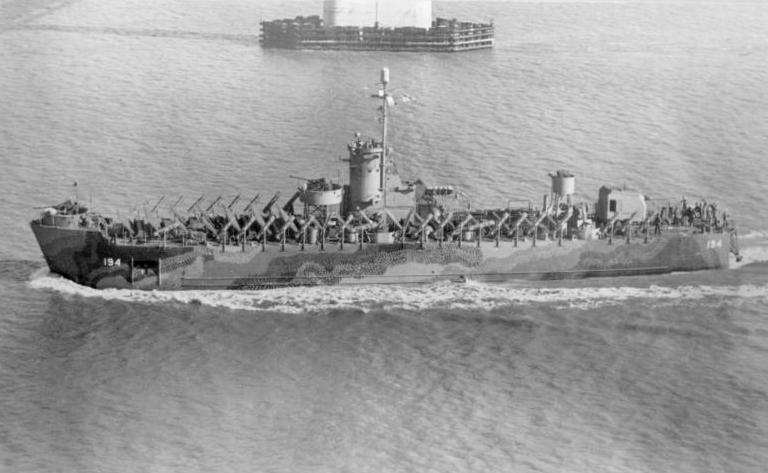
Призначений для вогневої підтримки десанту USS LSMR-194 ("R" у позначенні означає "ракетний")

Десантний корабель середній  (англ. Landing Ship Medium, LSM) — різновид десантних кораблів Військово-морського флоту США у Другій світовій війні. 
Ці кораблі мали приблизно ті ж розміри, що і LST та LCI. Між 1944 і 1945 роками було побудовано 558 LSM. Більшість суден, побудованих на цьому універсальному корпусі, забезпечували перевезення десантників, проте побудували кілька десятків таких кораблів, які були оснващенні для спеціалізованих завдань, таких як використання установок залпового вогню для підтримки десанту. Їх повна водотоннажність складала 980-980 тон. 
Більшість кораблів цього типу списані після 1945, але декілька були продані Міністерством оборони США іноземним державам або приватним компаніям.